# Pedro del Algaba
Pedro del Algaba, de Algaba o de La Algaba (Condado de Niebla, c. década de 1440-Real de Las Palmas, 20 de mayo o 2 de junio de 1480) fue un hidalgo y conquistador castellano que participó en la conquista de las islas Canarias a finales del siglo XV.
Fue fundador y primer alcalde provincial de la Santa Hermandad en Andalucía, y el primer gobernador de la isla de Gran Canaria por mandato de los Reyes Católicos.

## Biografía

### Orígenes y familia
Natural del Condado de Niebla, aunque con familia de arraigo en Utrera, Pedro del Algaba era hijo del matrimonio formado por Fernán González del Algaba, alcalde de Utrera, y de Isabel González o Isabel Fernández Venegas, nieta del señor de Luque. El abuelo paterno de Pedro, de igual nombre que su padre, había sido señor de Torralva, Sobelva y Alcaría la Vaca, así como alcaide de la fortaleza de Utrera hacia 1405.
Pedro tenía un hermano mayor, Fernando de Cabrera, que fue también conquistador de Gran Canaria con el cargo de receptor de cuentas.
Poseía ascendencia judeoconversa por línea materna, pudiendo estar emparentado según algunos autores con Andrés Cabrera, primer marqués de Moya. Asimismo, parece que tenía cierta vinculación con la casa de Medina Sidonia, pues el cronista Alfonso de Palencia indica que Pedro del Algaba era «familiar» del duque Enrique de Guzmán, y su hijo Andrés Suárez era tenido por «cavallero de la casa del Duque de Medina Cidonia».
Juan de Abréu Galindo dice que Algaba era «caballero principal de Sevilla y veinte y cuatro de ella».

### Primeros años
No se conoce prácticamente nada de los primeros años y juventud de Pedro del Algaba. La primera noticia suya aparece en la Crónica de Enrique IV del cronista Alfonso de Palencia. En ella, el propio cronista indica que en noviembre de 1474 aceptó la petición de Enrique de Guzmán, duque de Medina Sidonia, para negociar con el príncipe Fernando de Aragón, con el arzobispo de Toledo y con el conde de Paredes, su pretensión al cargo de gran maestre de la orden de Santiago, vacante por la muerte del primer marqués de Villena Juan Pacheco. Para tales negociaciones, Palencia pidió al duque la colaboración de Pedro del Algaba, y juntos emprendieron viaje por Baeza, Toledo, Mora, Cuenca y Zaragoza, cumpliendo el cometido.
Entre otras misiones que Algaba llevó a cabo más tarde junto a Palencia se encuentran su viaje a Sevilla para que los regidores enmendaran las cartas de homenaje que habían enviado tras la proclamación de Isabel como reina a la muerte del rey Enrique IV, y en las que anteponían al rey Fernando frente a Isabel.

### Establecimiento de la Santa Hermandad en Andalucía
En diciembre de 1476 fue comisario del rey Fernando el Católico para el establecimiento de la Santa Hermandad en Andalucía, junto a Juan Rejón —comisario de la reina Isabel de Castilla—, Alfonso de Palencia y Francisco de Peña. Aunque contaron con la aceptación del clero sevillano, las autoridades seglares no consintieron sin la aprobación del duque de Medina Sidonia. Este no sólo no aceptó, sino que incluso amenazó a Algaba y a Rejón con degollar, teniendo estos que refugiarse en un convento.
Formalizada la Hermandad finalmente en 1477, Algaba fue nombrado su primer alcalde provincial con la facultad de «tener cargo en la ciudad de Sevilla y su tierra de ver como los alcaldes facen la justicia e asy mismo que ande y visite la dicha tierra y faga que se les faga justicia sy menester la ovieren, e asy mismo para facer cobrar los marevedís de la ciudad y los de la tierra y provincia siendo requerido por los tesoreros».

### Conquista de Gran Canaria
El 27 de agosto de 1478 los Reyes Católicos nombran a Pedro del Algaba gobernador de la aún no conquistada isla de Gran Canaria, enviándolo para que mediara en los enfrentamientos habidos entre el capitán Juan Rejón y el deán de Rubicón Juan Bermúdez, jefes de la conquista, y que habían retrasado la empresa.
Algaba tenía también el cargo de alcaide de la fortaleza que había sido construida para la conquista en el real de Las Palmas.
El nuevo gobernador arriba a la isla a finales de 1478. Sin embargo, en lugar de resolver el conflicto entre los jefes de la campaña, Algaba acaba tomando partido por el bando del deán Bermúdez.

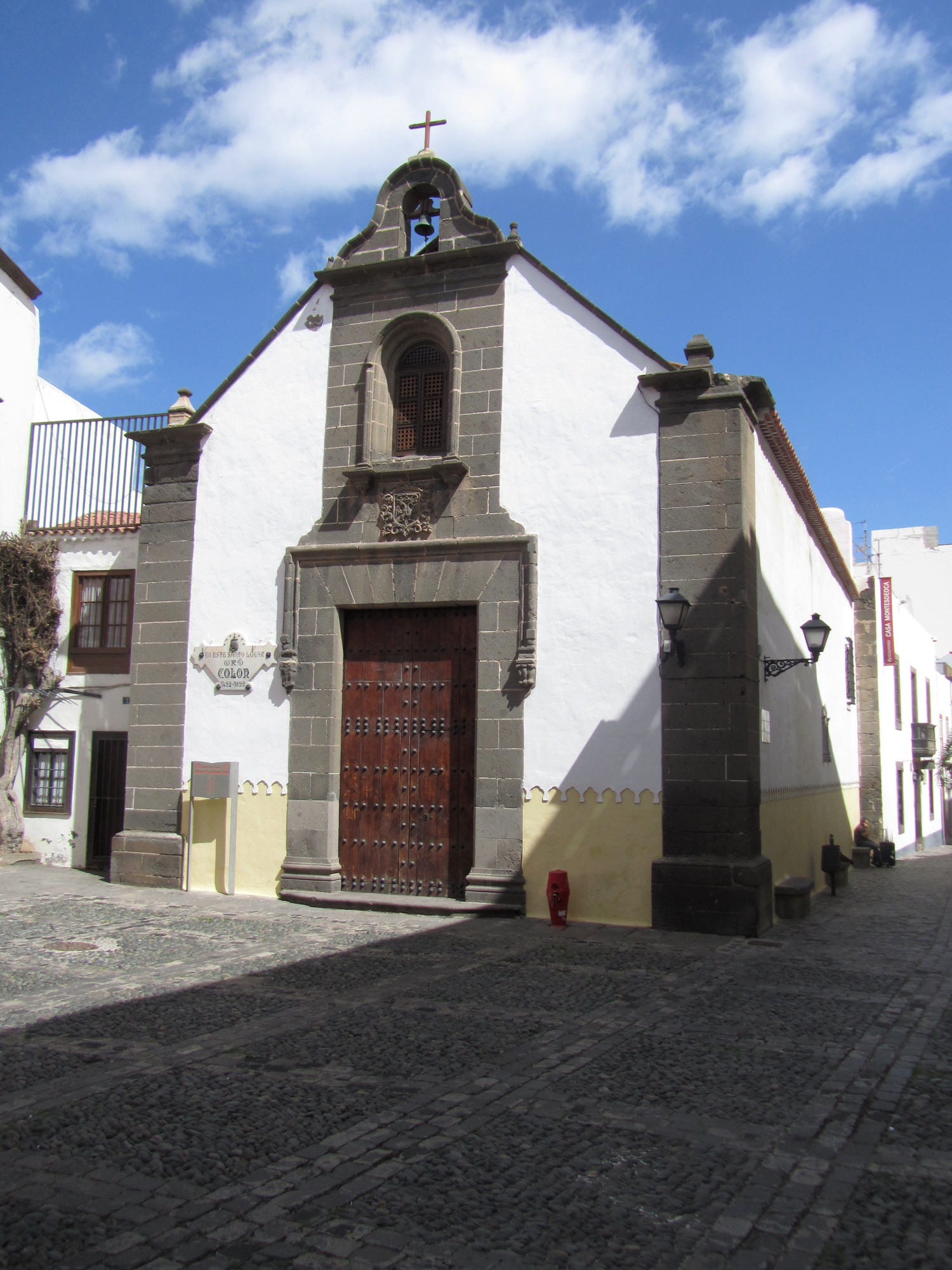
Ermita de San Antonio, Vegueta. En su plaza fue ejecutado Pedro del Algaba en 1480.

A comienzos de 1479, al escasear los suministros en el real, Algaba envía a Rejón a la isla de Lanzarote para solicitar ayuda al señor de las islas Diego García de Herrera. Este no acepta ayudar a Rejón, volviendo el capitán a Gran Canaria. Una vez en tierra, se queja de la actuación de Herrera a Algaba y al deán Bermúdez, diciendo que se vengaría. Algaba llama la atención a Rejón por sus palabras, a lo que el capitán le contesta que él era «el todo en esta conquista». Al día siguiente, Algaba y Bermúdez le tienden una celada y lo toman prisionero por no acatar órdenes y creerse jefe único de la conquista, ante el descontento de los soldados leales al capitán. Finalizado el proceso, Algaba envía a Rejón a la corte para que fuera juzgado por los reyes.
Según Abréu Galindo, al continuar la falta de mantenimientos, Algaba y Bermúdez resuelven hacer una expedición isla adentro, llegando hasta la zona de Satautejo donde se hicieron con algo de ganado y seis aborígenes. Más tarde hicieron otra entrada hacia Moya, entablando combate con los canarios bajo el mando del guanarteme de Gáldar y del caudillo Doramas. Los conquistadores son derrotados y perseguidos hasta el real.
En agosto de 1479 retorna Juan Rejón a la isla para proseguir con la conquista indultado por los reyes, arribando junto al obispo de Rubicón, y jefe espiritual de la conquista, fray Juan de Frías y el marino Pedro Hernández Cabrón. Continúan entonces las desavenencias entre los dos bandos —los rejonistas y los seguidores de Bermúdez-Algaba—. Después de varias derrotas de los conquistadores en los territorios de Tirajana y Gáldar, Algaba y los religiosos envían a Rejón de nuevo a la península ibérica, siendo enviado antes el hermano de Algaba, Fernando de Cabrera, para quejarse de los actos de Rejón.
Una vez en la corte, Rejón acusa a Algaba de querer vender la isla a los portugueses, siendo escuchado por los reyes. Rejón vuelve entonces a la isla, llegando el 2 de mayo de 1480 y entrando secretamente en el real. El día 3 de mayo, Algaba y Bermúdez son detenidos por los hombres de Rejón al salir de misa en la ermita de santa Ana. Rejón inicia entonces un proceso contra Algaba, acusándolo de alta traición.

### Fallecimiento
Algaba fue ejecutado por orden de Rejón a finales del mes de mayo o principios de junio de 1480, siendo degollado o decapitado en la plaza frente a la ermita de santa Ana del real. En cuanto a la fecha del suceso, Alfonso de Palencia indica que «fue decapitado justamente a los diecisiete días de la primera vista de su causa», habiendo sido arrestado el día 3 de mayo. Por su parte, para el historiador Marín de Cubas Algaba fue ejecutado el 2 de junio, mientras Viera y Clavijo lo data el 20 de mayo.

## Matrimonio y descendencia
Algaba contrajo matrimonio con Leonor Suárez Gallinato, o Suárez de Figueroa, hermana de Violante de Valdés, primera mujer del también conquistador y futuro adelantado mayor de las islas Canarias Alonso Fernández de Lugo, y del bachiller Pedro de Valdés el Viejo, prior y canónigo de la catedral de Canaria.
El matrimonio tuvo dos hijos:
1. Jerónimo de Valdés (Sevilla, c. 1470-San Cristóbal de La Laguna, 1530). No se casó, aunque sí hizo promesa de matrimonio a Margarita Perdomo, con la que tuvo un hijo. También dejó descendencia de sus uniones con María de Cabrera, mujer casada, y con su criada Catalina Díaz.[25]
2. Andrés Suárez Gallinato (Sevilla, c. 1477-San Cristóbal de La Laguna, 1525). Casado con Juana de Lobón, hija del licenciado Fernando Yáñez de Lobón, miembro del consejo de Castilla, con quien tuvo a:[26]
  1. Bartolomé de Fonseca;
  2. Juan de Gallinato;
  3. Fernando Yáñez de Lobón;
  4. Gregoria Gallinato o Fonseca;
  5. Ana de Lobón;
  6. Isabel Suárez o Fonseca.

Ambos hermanos fueron protegidos por su tío Alonso Fernández de Lugo, llegando a ser conquistadores de las islas de La Palma y Tenerife, y pobladores de esta última tras su conquista en 1496, donde ejercieron como regidores del cabildo insular.